# 도당천
도당천은 충청남도 서산시 음암면 도당리에서 발원하여 운산면, 해미면을 지나 간월호로 흘러가는 금강 서해권 수계에 속하는 지방하천이다.

## 지류
- 중곡천
- 가좌천
- 대교천
  - 태봉천
- 홍천천
  - 삼송천
- 동암천
- 반양천
- 해미천
  - 산수천
  - 황락천
- 신장천